# Принцип Керкгоффса
При́нцип Керкго́ффса — правило разработки криптографических систем, согласно которому в засекреченном виде держится только определённый набор параметров алгоритма, называемый ключом, а сам алгоритм шифрования должен быть открытым. Другими словами, при оценке надёжности шифрования необходимо предполагать, что противник знает об используемой системе шифрования всё, кроме применяемых ключей. Широко применяется в криптографии.
Впервые данный принцип сформулировал в XIX веке голландский криптограф Огюст Керкгоффс.

## Шесть требований Керкгоффса
В 1883 голландский криптограф Огюст Керкгоффс изложил шесть принципов проектирования военных шифров в своей книге «Военная криптография». Шесть основных требований к криптосистеме, все из которых до настоящего времени определяют проектирование криптографически стойких систем, в переводе с французского звучат так:

1. Система должна быть по существу (…) не поддающейся расшифровке.
2. Система не должна требовать секретности (…).
3. Его должно быть легко передавать, и вы должны уметь запоминать ключи, не записывая их (…).
4. Система должна быть совместима с телеграфной связью.
5. Система должна быть портативной, и для ее эксплуатации не должно требоваться более одного человека.
6. Система должна быть простой в использовании (…).

Оригинальный текст (фр.)
1. Le système doit être matériellement, sinon mathématiquement, indéchiffrable ;
2. Il faut qu’il n’exige pas le secret, et qu’il puisse sans inconvénient tomber entre les mains de l’ennemi ;
3. La clef doit pouvoir en être communiquée et retenue sans le secours de notes écrites, et être changée ou modifiée au gré des correspondants ;
4. Il faut qu’il soit applicable à la correspondance télégraphique ;
5. Il faut qu’il soit portatif, et que son maniement ou son fonctionnement n’exige pas le concours de plusieurs personnes ;
6. Enfin, il est nécessaire, vu les circonstances qui en commandent l’application, que le système soit d’un usage facile, ne demandant ni tension d’esprit, ni la connaissance d’une longue série de règles à observer.

— Auguste Kerckhoffs, «La Cryptographie Militaire»
Второе из этих требований и стало известно как «принцип Керкгоффса».

## История возникновения
Керкгоффс рассматривал криптографию как лучшую альтернативу стеганографическому кодированию, которое было распространено в девятнадцатом веке для сокрытия военных сообщений. Одна из проблем со схемами кодирования состоит в том, что они полагаются на секреты, хранящиеся человеком, такие как «словари», которые раскрывают, например, секретное значение слов. Обнаружение стеганографического словаря навсегда ставит под угрозу соответствующую систему кодирования. Другая проблема заключается в том, что риск раскрытия напрямую зависит от количества пользователей, владеющих секретом. В криптографии девятнадцатого века использовались простые таблицы, которые обеспечивали транспозицию буквенно-цифровых символов, как правило, с учетом пересечений строк и столбцов, которые могли быть изменены с помощью ключей, которые обычно были короткими, числовыми и могли быть зафиксированы в человеческой памяти. Секретные сообщения могут быть скомпрометированы только, если соответствующий набор таблицы, ключа и сообщения попадет в руки противника. Системы не подвергаются риску, потому что их компоненты, то есть буквенно-цифровые таблицы символов и ключи, могут быть легко изменены.

## Объяснение принципа

### Суть принципа
Сущность принципа заключается в том, что мощь криптосистемы не должна основываться на незнании взломщика принципов работы алгоритма. Действительно, Брюс Шнайер полагает, что принцип Керкгоффса применим не только к кодам и шифрам, но и для систем безопасности в целом: каждый секрет создает потенциальную точку отказа. Другими словами, секретность является основной причиной хрупкости, и поэтому она может привести к катастрофическому краху системы. И наоборот, открытость обеспечивает гибкость системы. Принцип Керкгоффса направлен на то, чтобы сделать безопасность алгоритмов и протоколов независимой от их секретности; открытость не должна влиять на безопасность.

### Преимущества
Использование безопасной криптографии заменяет сложную проблему обеспечения безопасности сообщений гораздо более управляемой: хранением относительно небольших ключей в безопасности. Хранить используемые методы в секрете сложнее, особенно в долгосрочной перспективе, как и изменять их после развертывания системы.
Существует множество способов обнаружения внутренних деталей широко используемой системы. Наиболее мощным и эффективным способом вскрытия является бандитский криптоанализ. Криптоаналитик угрожает, шантажирует или пытает кого-нибудь, пока не получит ключ; может прибегать к вымогательству и взятничеству. Также существует возможность, что кто-то сможет дезассемблировать исходный код и восстановить алгоритм.
В свою очередь раскрытие ключей влечет за собой более простой и менее затратный процесс генерации и распространения новых ключей. То есть безопасность должна зависеть только от секретности ключа, а не от секретности используемых методов.

## Применение
Большинство широко используемых в гражданской криптографии систем шифрования, в соответствии с принципом Керкгоффса, использует известные, не составляющие секрета криптографические алгоритмы. Но Агентство национальной безопасности хранит свои алгоритмы в секрете, и у них работают лучшие криптографы мира. И к тому же они обсуждают алгоритмы друг с другом, полагаясь на знание и компетенцию коллег. Соответственно, у них нет необходимости открывать алгоритмы для всех.

## Безопасность через неясность
Безопасность через неясность — антагонист принципа Керкгоффса, заключающийся в том, что необходимо скрывать внутреннее устройство системы для обеспечения её безопасности.
В некоторых компаниях принято хранить в тайне внутреннюю работу системы. Они утверждают, что безопасность через неясность делает продукт более безопасным и менее уязвимым для атак. Противоположным аргументом является то, что безопасность через неясность может привести ко многим реальным атакам. Разработчики не должны недооценивать хитрость злоумышленников и никогда не должны использовать данный принцип.
Сокрытие уязвимостей в алгоритмах снижает вероятность их исправления и увеличивает вероятность того, что они могут и будут использоваться злоумышленниками. Открытое обсуждение и анализ алгоритмов выявляют слабые стороны, о которых не думали первоначальные авторы, и тем самым приводят к созданию более совершенных и более безопасных алгоритмов.

## Максима Шеннона
Американский математик Клод Шеннон в статье «Теория связи в секретных системах», опубликованной в журнале Bell System Technical Journal в 1949 году, сформулировал этот принцип (вероятно, независимо от Керкгоффса) следующим образом: «Враг знает систему». В такой формулировке этот принцип называется максима Шеннона. Другими словами, нужно проектировать системы, исходя из предположения, что противник с ними полностью ознакомится.